# Сосновка (Тамбовская область)

Памятник воинам погибшим в годы Великой Отечественной войны

Сосно́вка — посёлок городского типа в Сосновском районе Тамбовской области России.
Население — 7517 чел. (2021).

## География
Расположен в северной части области в 51 км севернее Тамбова, в 16 км западнее автодороги А143 Тамбов — Шацк. Конечная станция Челновая тупиковой железнодорожной ветви Юго-Восточной железной дороги от линии Рязань — Мичуринск.

## История
Основана Сосновка в 1640 году сходцами старых русских уездов (Скопинского, Шацкого, Рязанского и др.). В 1650 году на месте первых поселений стояло 18 изб. В конце 17 века в селе было уже 100 дворов.
В период царствования Петра I в Сосновке начали устраиваться большие весенние ярмарки по продаже лошадей. На них приезжали купцы не только из соседней округи, но и из других стран (Польши, Германии и др.).
С 1767 года в Сосновке действовал купоросный завод купца Прокунина.
К началу 1770-х годов в Сосновке возникла первая в России община («корабль») секты скопцов.
Сосновка входила в состав дворцовых владений. Но в конце XVIII века Павел I пожаловал большую часть села генералу от инфантерии Христофору Ивановичу Бенкендорфу, а другую часть — камер-юнкеру князю Ивану Сергеевичу Голицыну (1784—1853). С этого времени крестьяне стали крепостными помещиков.
В первой половине XIX века население Сосновки составляло более 500 дворов.
В 1894 году имение графа было соединено железнодорожной веткой Сосновка — Богоявленск с дорогой Москва — Тамбов. С постройкой ветки доходы графа Бенкендорфа от имения значительно возросли. Из Сосновки ежегодно отправлялось 740 тысяч пудов груза, в том числе 540 тысяч пудов хлеба. Вывозили лес, мясо, шерсть и другое сельскохозяйственное сырьё.
В дореволюционный период в Сосновке были кабак, двухклассные приходские школы, поп и три учителя. Население было сплошь неграмотным. Господствующим высотным строением была Крестовоздвиженская церковь, построенная в 1836 году. До начала XX века в с. Сосновка имелся квасцовый завод, суконная фабрика, две личных мукомольных мельницы и несколько кустарных мастерских, в которых работали одни ремесленники.
В 1905 году в Сосновке был построен винокуренный завод. Оборудование завода было примитивным. Основным двигателем была паровая машина «Вигонд» (35 л. с). Механической мастерской служила кузница. Транспорт — конный. Производительность завода — 92 ведра спирта-сырца в сутки. Завод работал 3-4 месяца в год. Из рабочих больше всего значились подсобники: конюхи, шорники, плотники, грузчики.
В 1911 году по инициативе прогрессивного по тому времени врача Андрея Дмитриевича Запольского в Сосновке была открыта гимназия с прогрессивными методами преподавания на тот момент: в ней проходило совместное обучение мальчиков и девочек, однако за подобную меру на Запольского был написан донос и его отправили в ссылку, а гимназию закрыли. Но уже с началом войны её вновь открыли по инициативе Н. Бодрова. 
Борьба за Советскую власть в Сосновке носила сложный и длительный характер. В марте 1918 года власть перешла в руки Советов. Осенью 1920 года антоновцы сожгли в Сосновке железнодорожный вокзал, разграбили и пожгли склады «Заготзерно». 2 мая 1921 года в поселок прибыла отдельная кавбригада под командованием Г. И. Котовского. Отсюда был нанесен удар по антоновцам. В составе кавбригады был отдельный Нижегородский полк под командованием 16-летнего А. Голикова (Гайдара). В центре поселка сохранилось место захоронения погибших красноармейцев.
В июле 1928 года был образован Сосновский район и Сосновка стала районным центром.
В годы Великой Отечественной войны в Сосновке располагался аэродром дальней бомбардировочной авиации и эвакогоспитали 1404 и 1872.
Статус посёлка городского типа был присвоен 30 ноября 1966 года. Сосновка к тому моменту являлась значительным центром пищевой промышленности, представленной маслодельным и спиртовыми заводами, птицекомбинатом, пищекомбинатом; действовали промкомбинат, комбинат бытового обслуживания, строительно-монтажная контора, лесхоз.
В Сосновке находились средняя, восьмилетняя и три начальных школы, дом культуры, библиотека, лечебные учреждения.

## Население
| 1897   | 1926  | 1959  | 1970  | 1979    | 1989    | 1991    | 2002    | 2009    |
| ------ | ----- | ----- | ----- | ------- | ------- | ------- | ------- | ------- |
| 10 000 | ↘7562 | ↘7128 | ↗8824 | ↗10 578 | ↗11 814 | ↗12 100 | ↘10 791 | ↘10 467 |
| 2010   | 2012  | 2013  | 2014  | 2015    | 2016    | 2017    | 2018    | 2019    |
| ↘9189  | ↗9190 | ↘9181 | ↘8886 | ↘8747   | ↘8660   | ↘8590   | ↘8414   | ↘8155   |
| 2020   | 2021  |       |       |         |         |         |         |         |
| ↘8151  | ↘7517 |       |       |         |         |         |         |         |

В 1991 году посёлок достиг своей наибольшей численности.
Национальный состав
По итогам переписи населения 2020 года проживали следующие национальности (национальности менее 0,1 % и другое, см. в сноске к строке «Другие»):
| Национальность | Численность, чел. | Доля     |
| -------------- | ----------------- | -------- |
| Русские        | 7305              | 97,18 %  |
| Чуваши         | 73                | 0,97 %   |
| Армяне         | 27                | 0,36 %   |
| Азербайджанцы  | 15                | 0,20 %   |
| Другие         | 97                | 1,29 %   |
| Итого          | 7517              | 100,00 % |

## Известные жители
- Бенкендорф, Александр Константинович (1849—1916) — дипломат.
- Первушин, Сергей Александрович (р. 1970) — футболист, нападающий; тренер.
- Селиванов, Кондратий Иванович (1720/1730/1740 — 1832) — лжехрист, основатель скопческой секты.

## Экономика
Предприятия по обслуживанию сельского хозяйства, фермерские хозяйства, кирпичный завод, асфальтовый завод и пр.

## Достопримечательности
- Памятник погибшим воинам в годы Великой Отечественной войны,
- Братская могила.
- Памятник воинам-защитникам правопорядка
- Памятник воинам-интернационалистам

## Образование и культура
- Сосновская СОШ № 1
- Сосновская СОШ № 2
- Начальная школа — детский сад
- Детский сад № 1
- Детский сад № 2
- Детский сад № 3
- Детский сад № 5
- Филиал Моршанского многоотраслевого техникума
- Дом культуры
- Библиотека
- Краеведческий музей
- Музыкальная школа
- Центр детского творчества
- Детский юношеский центр

## СМИ
Обслуживается радиовещательными центрами городов Тамбов и Моршанск.
Выпускается газета «Сосновское слово»